# Feliks Arnsztajn
Feliks Arnsztajn (Arnstein) (ur. 1849 w Warszawie, zm. 30 czerwca 1916 w Otwocku) – polski lekarz, członek redakcji „Medycyny i Kroniki Lekarskiej”.
Ukończył I Gimnazjum w Warszawie i Cesarski Uniwersytet Warszawski (1873). Potem osiadł w Kutnie, od 1902 praktykował w Łodzi. Potem powrócił do Kutna, gdzie osiadł na ponad 30 lat. W ostatnich latach życia w Otwocku jako lekarz w Szpitalu dla Umysłowo i Nerwowo Chorych „Zofiówka”. Był członkiem honorowym Towarzystwa Lekarzy Łódzkich.
Był autorem ponad 80 prac w polskich czasopismach medycznych. Propagował właściwości lecznicze Ciechocinka. W 1913 roku obchodził 40-lecie pracy lekarskiej. Od 1915 kierował Zakładem Dietetycznym i Wodoleczniczym „Martów” w tej miejscowości. Zmarł na tyfus plamisty.

## Wybrane prace
- Ciechocinek, jego czynniki lecznicze i urządzenia. Warszawa, 1901
- Цехоцинек, курорт в Царстве Польском: Его лечеб. средства и приспособления. Варшава: тип. К. Ковалевского, 1908
- Das Soolbad Ciechocinek: seine Heilwirkungen Bade- und Cureinrichtungen. Posen: Verlag von Theod. Herm. Lange, 1903